# France and Germany Star
De France and Germany Star is een onderscheiding die door het Britse Gemenebest werd uitgereikt voor betrokkenheid ("operational service") bij de strijd in West-Europa in 1944 en 1945. De onderscheiding is een van de zes campagnesterren of Campagnemedailles van het Verenigd Koninkrijk en het Britse Gemenebest. De onderscheiding werd dus ook aan Canadese, Zuid-Afrikaanse, Australische, Indische, Nieuw-Zeelandse en koloniale troepen verleend.
Om in aanmerking te komen voor deze ster moest een militair één dag te land of op zee in het oorlogsgebied hebben verbleven. Voor de luchtmachten was er een aparte ster.
Er kan een gesp met de tekst "Atlantic" worden verleend die op het lint wordt bevestigd.
Voor de troepen die vanuit Italië het door Duitsland geannexeerde Oostenrijk binnenvielen was er de Italië Ster (Italy Star).
Het kleinood is een 44 millimeter hoge zespuntige ster van zink en koper aan een lint. In het medaillon staat het gekroonde monogram van George VI van het Verenigd Koninkrijk met daaronder
de tekst "The France and Germany Star". Australische en Zuid-Afrikaanse troepen kregen een ster met hun ingegraveerde naam op de vlakke keerzijde.
De Britse koning zou het lint zelf hebben ontworpen. Het is rood-wit-blauw. De kleuren van Frankrijk, Nederland en de Britse vlag.
Prins Bernhard der Nederlanden was drager van deze ster en de Frankrijkster, zie de Lijst van onderscheidingen van prins Bernhard der Nederlanden. Er zijn honderdduizenden van deze sterren verleend. Er zijn ook duizenden Nederlandse en Belgische dragers.